# Atlantoraja
Atlantoraja – rodzaj ryb chrzęstnoszkieletowych z rodziny Arhynchobatidae.

## Rozmieszczenie geograficzne
Do rodzaju należą gatunki występujące w wodach południowo-zachodniego Oceanu Atlantyckiego.

## Morfologia
Długość ciała do 132 cm; masa ciała do.

## Systematyka
Rodzaj zdefiniował w 1972 roku argentyński ichtiolog Roberto Carlos Menni w artykule poświęconym opisowi nowego podrodzaju rai opublikowanym w czasopiśmie Revista del Museo de La Plata. Gatunkiem typowym jest (oryginalne oznaczenie) A. cyclophora.

### Etymologia
Atlantoraja: Ocean Atlantycki; łac. raia ‘płaszczka, raja’.

### Podział systematyczny
Do rodzaju należą następujące gatunki:
- Atlantoraja castelnaui (Miranda Ribeiro, 1907)
- Atlantoraja cyclophora (Regan, 1903)
- Atlantoraja platana (Günther, 1880)